# رون إريكسون (مسير أعمال)
رون إريكسون (بالإنجليزية: Ron Erickson)‏ هو مسير أعمال أمريكي، ولد في 24 ديسمبر 1943 في تاكوما في الولايات المتحدة.